# Auraiya (Indie)
Auraiya – miasto w północnych Indiach w stanie Uttar Pradesh, na Nizinie Hindustańskiej.
Populacja miasta w 2001 roku wynosiła 64 598 mieszkańców.